# 沃特金斯 (密蘇里州)
沃特金斯（英語：Watkins）是位於美國密蘇里州米勒縣的非建制地區。

## 歷史
沃特金斯的郵局於1904年設立，其後於1949年停運。

## 地理
沃特金斯所處的海拔為高於海平面274米（即899英呎），而該地所採用的時區為UTC-6，即北美中部時區（CST）。同時該地設有夏令時間，為UTC-6調快一小時，即UTC-5（CDT）。